# 니콜라이 예고로비치 마카로프

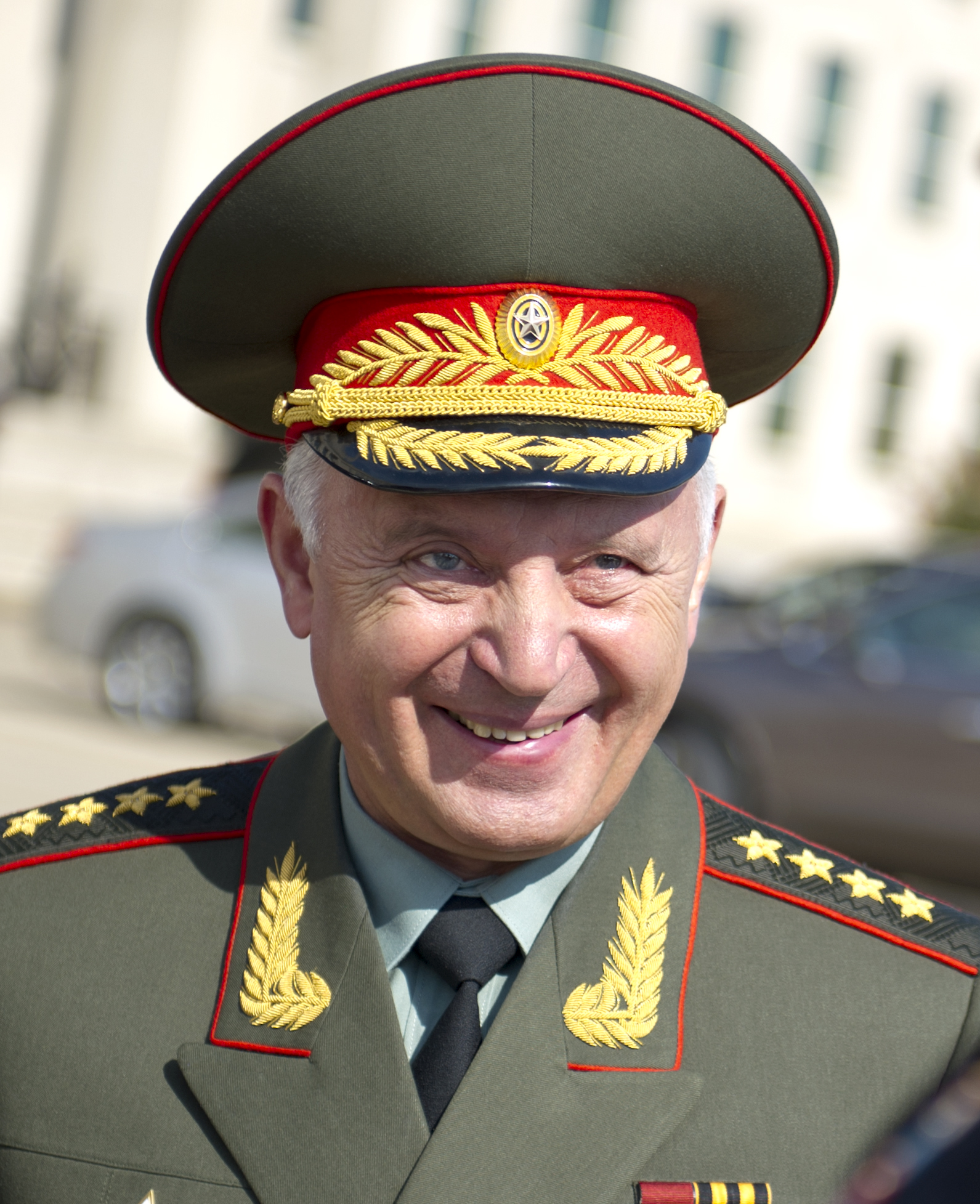
니콜라이 예고로비치 마카로프

니콜라이 예고로비치 마카로프 지상군 대장(러시아어: Николай Егорович Макаров, 1949년 10월 7일, 랴잔 주, 글레보보 ~)은 러시아의 군인으로, 러시아군의 전 총참모장이자 국방 제1차관이다. 2012년 러시아군 총참모장에서 해임되었으며, 발레리 게라시모프가 러시아군 총참모장이 되었다.
랴잔주의 글레보보 출신으로, 모스크바 고등군사지휘학교를 졸업하고 독일 주둔 소비에트 연방군 집단에서 소대, 중대, 대대를 지휘하였다. 1979년 M. V. 프룬제 군사 아카데미를 졸업한 후, 자바이칼 군관구에서 연대 참모장, 연대장, 자동차화 저격 사단 참모장, 사단장을 지냈다. 1993년 러시아 연방군 참모 본부 아카데미를 졸업하고 타지키스탄 주재 러시아 통합군의 참모장, 이어 볼가 군관구의 독립군 참모장, 1998년부터 발트 함대 지상 해안 부대 사령관, 1999년부터 모스크바 군관구 사령관을 지냈다. 2002년 시베리아 군관구의 사령관에 임명되었으며, 2005년 대장으로 진급하였다. 2007년 러시아 연방군 병기담당 국방차관이 되었으며, 2008년 러시아군 총참모장 겸 국방 제1차관이 되었다.